# Muntanyes Iezer
Les muntanyes Iezer (en romanès: Munții Iezer / Munții Iezer-Păpușa) són una serralada dels Carpats Meridionals a Romania. Forma part del grup de les muntanyes de Făgăraș. La seva superfície total és de 535 km². La seva cota més alta és de 2.470 m, al pic Roșu.

## Ubicació
Les muntanyes Iezer es troben entre les muntanyes Făgăraș al nord-oest i les muntanyes Piatra Craiului a l'est. Els rius Dâmbovița i Râul Târgului prenen el seu naixement a les muntanyes Iezer. La serralada es troba completament dins del comtat d'Argeș.

## Cims
Els cims més alts són:
- Roșu 2.470 m
- Iezerul Mare 2.462 m
- Păpușa 2.391 m